# 简自豪
簡自豪（1997年4月5日—），游戏名稱Uzi，英雄联盟中國大陆聯賽LPL的职业选手，曾在RNG战队、OMG战队、BLG战队以及EDG战队担任ADC。他的成名遊戲角色為薇恩、卢锡安、伊泽瑞尔、卡莎。2020年6月3日，RNG战队通过其官方微博发布了Uzi退役的消息。2021年12月15日，Uzi通过其个人微博宣布复出。2022年3月24日，BLG电子竞技俱乐部通过其官方微博宣布了Uzi离队的消息。2023年6月10日，EDG电子竞技俱乐部通过其官方微博宣布与Uzi签约成功，12月15日離隊。

## 经历
2012年初，简自豪由于家庭原因搬家到了惠州。因搬家导致的学籍和转学问题让他有了辍学在家接触英雄联盟的机会。在接触到了英雄联盟这个游戏之后，他以惊人的适应能力迅速驰骋了这个游戏，在当时的四区屢戰屢勝，迅速冲到了1700分。后来被陈芳辉(虎妞)发现并介绍进皇族战队，开始了自己的职业生涯。

## Uzi念法
“Uzi”本意为乌兹冲锋枪，發音： i/ˈuːzi/。非中文地区的观众大多将其读作英文单词的本音，但简自豪本人喜欢将其分别读作字母U-Z-I。因此，在LPL赛区以及其他中文地区，多以字母念法为主。

## 运动生涯
2012年Uzi加入皇族后随队出征TGA冬季大奖赛,并获得亚军。在决赛中，Uzi使用英雄法洛士取得五杀，从此在中国英雄联盟玩家中声名鹊起。
2013年皇族战队得到了S3全球总决赛八强的种子席位，在S3全球总决赛中代表LPL赛区参赛。此次赛事中，Uzi在1/4决赛中对战OMG战队的第二轮比赛中使用英雄薇恩一打三不死，以一己之力奠定胜局，最终将OMG战队淘汰，并进入决赛。但在RNG战队在决赛中不敌SKT战队，获得亚军。
2014年队伍在引进两名外援，签下了两名新人，与Uzi组成全新组合。Uzi担任队伍内ADC一职，连续第二年代表中国LPL赛区参加全球总决赛。在S4全球总决赛的小组赛中最终以5胜1负的战绩成功以小组第一的身份晋级八强。10月，在S4全球总决赛8进4的比赛中以3：2战胜了中国LPL赛区的种子队伍EDG战队成功晋级4强，在半决赛又以3：2战胜了OMG战队，最终在决赛以1：3憾负于韩国OGN赛区的SSW战队再次获得亚军。
2015年转会到OMG担任OMG电子竞技俱乐部ADC一职，参加获得S5英雄联盟LPL春季赛职业联赛常规赛第3名，在季后赛中被常规赛排名第五的LGD横扫出局止步八强。LOL夏季职业联赛中战队，S5全球总决赛选拔赛中OMG与M3在冒泡赛中逆袭失败，结合当前S5积分，无缘S5。在英雄联盟2015全明星赛中，虽然LPL最终未能夺冠，但Uzi以场均8.0/3.0/9.2的表现为他的第一次全明星赛落下了帷幕。
2016年在LOL春季赛期间宣布转会至QG战队，参加S6英雄联盟LPL春季赛职业联赛，A小组积分第一进入2016LPL春季赛季后赛。2016年夏季赛期间再次宣布转会至RNG，参加S6英雄联盟夏季赛职业联赛，b组小组积分第一进入2016LPL夏季赛季后赛，并在与EDG进行的决赛中0:3惜败。2016英雄联盟全明星赛是Uzi第二次来到全明星，在这次全明星赛上他证明了自己，取得了此次SOLO赛的冠军。
2017年1月16日，《2017中国运动员影响指数排行榜》发布，Uzi排名二十，是唯一上榜的电子竞技运动员。2017年LPL春季赛，Uzi所在战队RNG以小组第一进入季后赛，在半决赛以3：1战胜EDG战队晋级总决赛，在总决赛上以0：3败于WE战队取得亚军。  随后在LPL夏季赛上，RNG战队以小组第一晋级季后赛，在决赛上以2:3败于EDG战队取得亚军，同时以全年积分最高的队伍，获得参加全球总决赛的资格。在2017英雄联盟全球总决赛上，RNG战队以小组第一的身份进入淘汰赛，在淘汰赛首轮战胜FNC战队晋级半决赛，在半决赛上以2:3败于SKT战队止步四强。12月11日，2017英雄联盟全明星赛最后一个比赛日中，Uzi在1v1单挑赛面对Bjergsen时，卡莉丝塔两度建功，成功蝉联“Solo”王。而在此后LPL梦之队与LMS梦之队的决战中，双方在五局鏖战中交替领先，最终LPL梦之队成功加冕全明星赛冠军 。
2018年LPL春季赛中，RNG一路高歌猛进先是击败了18连胜的IG，而后决赛在先失一局的情况下，果断换阵的RNG以3比1的比分战胜EDG，加冕冠军，Uzi收获首个LPL冠军。夺下冠军后RNG战队代表中国LPL赛区前往柏林参加2018英雄联盟季中冠军赛，先后击败了北美、欧洲以及韩国战队夺下了季中赛的冠军，成为第二支非韩MSI冠军。
2018年6月，简自豪与苏汉伟、田野、史森明、严君泽、刘世宇入选2018年雅加达亚运会英雄联盟电子体育表演项目中国代表队，出征东亚赛区预选赛并成功晋级正式比赛。7月8日2018英雄联盟洲际系列赛亚洲对抗赛决赛中，LPL队伍和LCK队伍鏖战五场，最终Uzi所在战队RNG击败AFs帮助LPL赛区赢得了2018亚洲对抗赛的冠军。 8月29日，雅加达亚运会电竞表演项目《英雄联盟》总决赛，由简自豪参加的中国团队3-1战胜劲敌韩国团队，拿下亚运会历史上首个英雄联盟项目金牌。 9月14日，春季冠军RNG战队3-2战胜IG夺得LPL夏季赛总决赛的冠军，Uzi获得总决赛MVP，RNG也以LPL一号种子身份征战2018英雄联盟全球总决赛。全球总决赛中，队伍在小组赛阶段以小组第一晋级，并根据抽签规则在四分之一决赛与G2进行对决，然而结果以2:3战败，结束了全球总决赛之旅。 10月24日，2018英雄联盟LPL赛区全明星投票结果出炉，Uzi以21.96%的得票率排名第一，具体票数为1759265，蝉联LPL赛区票王，入选全明星赛。12月1日的英雄联盟颁奖盛典上，Uzi蝉联年度最佳ADC。
2019年LPL春季赛，Uzi随状态低迷的RNG战队虽拿下常规赛第四名，却在季后赛六进四输给了春季赛黑马JDG战队，止步六强。夏季赛，RNG全队状态回升，常规赛取得第三名的成绩，又在季后赛半决赛3:1力克TES晋级决赛。决赛1:3憾负FPX，全年积分第一以二号种子出线。S9小组赛分到C组，与SKT，FNC，CG一起，由于有SKT，RNG，和FNC这三只世界级强队参与，故C组又被称作死亡之组，小组赛第一轮拿到2-1的成绩暂居第二，第二轮随着FNC的有效调整击败SKT，拿下一分，RNG被迫与FNC进行生死局，输掉比赛止步十六强。这是RNG以及Uzi第一次倒在小组赛阶段，也是中国大陆第一支止步十六强的二号种子。
2020年6月3日，简自豪通过个人微博宣布退役。
2021年12月15日，简自豪通过个人微博宣布复出。同日，BLG电子竞技俱乐部宣布,简自豪加盟队伍。
2023年6月10日，EDG电子竞技俱乐部官方宣布，与英雄联盟传奇选手简自豪（Uzi）签约成功。6月14日，Uzi代表EDG以2-1赢得与IG的常规赛，完成复出后首战。
2023年7月20日，Uzi随EDG开始LPL夏季赛季后赛的旅程。期间3-1取胜于WE，3-2取胜于OMG，2-3负于TES并进入LPL全球总决赛资格赛。在两场比赛取胜一场即可进入S13全球总决赛的境况下，EDG以1-3的比分接连负于LNG与WBG，无缘S13。
2023年12月15日，EDG电子竞技俱乐部宣布Uzi离队。

## 生涯成就

### 個人成就
- 2014年 TGA《英雄聯盟》SOLO精英挑战赛冠军
- 2014年 LPL最佳年度MVP
- 2014年 LPL最佳ADC
- 2016年 LPL最受欢迎选手
- 2016年 全明星solo冠军
- 2017年 LPL最佳ADC
- 2017年 LPL最受欢迎选手
- 2017年 全明星solo冠军
- 2018年 LPL春季賽总决赛MVP
- 2018年 雅加达亚运会金牌
- 2018年 LPL夏季赛总决赛MVP
- 第一位在职业赛场上拿到2500击杀的职业选手

### Star Horn Royal Club/Royal Club
- 英伟达游戏群英会2【c】 -冠军
- 全国电子竞技赛 -季军
- S3英雄联盟全球总决赛 -亚军
- S4英雄联盟全球总决赛 -亚军

### Royal Never Give Up
- 2016年LPL夏季赛 - 亚军
- S6英雄联盟全球总决赛 - 八强
- 2017年LPL春季赛 - 亚军
- 2017年LPL夏季赛 - 亚军
- 2017年德玛西亚杯长沙站 - 冠军
- S7英雄联盟全球总决赛 - 四强
- 2018年LPL春季赛 - 冠军
- 2018年英雄联盟MSI季中冠军赛总决赛 - 冠军
- 2018年英雄联盟德玛西亚杯 - 冠军
- 2018年英雄联盟亚洲对抗赛 - 冠军
- 2018年LPL夏季賽 - 冠军
- S8英雄联盟全球总决赛 - 八强
- 2019年LPL夏季赛 - 亚军
- S9英雄联盟全球总决赛 - 十六强